# Лисий
Ли́сий (греч. Λυσίας, ок. 445 г., в Афинах — 380 г. до н. э.) — афинский оратор, логограф.

## Биография
Его отец Кефал (известен по диалогам Платона) был метеком. Его семья приехала из Сиракуз (Сицилия) по приглашению афинского политического деятеля Перикла. Имел двух братьев (Полемарх и Евтидем) и одну сестру (имя неизвестно). Будущий оратор учился в южноиталийском городе Фурии, где слушал курс риторики у известных софистов. Примерно в 412 году Лисий возвратился в Древние Афины. В это время Афинское государство находилось в трудном положении: вследствие поражения в Пелопоннесской войне к власти пришли ставленники победившей Спарты, «30 тиранов», ведшие политику террора по отношению к бесправным элементам афинского общества. Большое состояние, которым владели Лисий и его брат, было причиной того, что тираны решили расправиться с ними. Брат Лисия был казнён, самому оратору пришлось спасаться бегством в соседнюю Мегару.
После победы демократии Лисий вернулся в Афины, но получить гражданские права ему так и не удалось.
Первой судебной речью, произнесенной Лисием, была речь против Эратосфена, одного из тридцати тиранов, виновного в смерти его брата. В дальнейшем он писал речи и для других лиц, сделав это своей главной профессией. Всего ему приписывалось в древности до 400 речей, но до нас дошло только 42, причём не все из них подлинные. Подавляющее большинство сохранившихся относится к жанру судебных, но в сборнике мы находим и политические, и даже торжественные речи — например, надгробное слово над телами воинов, павших в Коринфской войне 395—387 годов.
Характерные черты стиля Лисия чётко отмечаются древними критиками. Изложение его просто, логично и выразительно, фразы кратки и построены симметрично, ораторские приёмы изысканны и изящны. Лисий заложил основу жанра судебной речи, создав своеобразный эталон стиля, композиции и самой аргументации — последующие поколения ораторов во многом ему следовали. Особенно велики его заслуги в создании литературного языка аттической прозы. Мы не найдем у него ни архаизмов, ни запутанных оборотов; последующие критики (Дионисий Галикарнасский) признавали, что никто впоследствии не превзошёл Лисия в чистоте аттической речи. Живым и наглядным делает рассказ автора обрисовка характера — причем не только характера изображаемых лиц, но и характера говорящего лица (например, сурового и простодушного Эвфилета, в уста которого вложена речь «Об убийстве Эратосфена»).